# Kara Para Aşk
Kara Para Aşk (Diamants Noirs) est une telenovela dramatique turque en 54 épisodes de 130 minutes produite par Ay Yapım, diffusée entre le 12 mars 2014 et le 15 juillet 2015 sur ATV.
Remontée en 164 épisodes de 45 minutes, elle fut diffusée en 2018 sur Canal+ Afrique, et en France à partir du 16 mai 2019 sur Novelas TV. Dans les autres pays francophones, elle est disponible sur Netflix.

## Synopsis
Elif Denizer est une jeune artiste, issue d'une des familles les plus riches d'Istanbul. Elle vit avec ses deux sœurs, sa mère et son père, grand entrepreneur et homme d'affaires. Tout bascule lorsque ce dernier est retrouvé mort avec une jeune femme qui s'avère être la fiancée d'un commissaire et détective Ömer Demir. Le jeune homme décide alors de chercher la vérité dans ce chaos. C'est là qu'il rencontre Elif qui va l'aider par la suite à résoudre cette énigme qui cache plusieurs crimes et délits. Tout au long de leur recherche, ils apprennent à se connaitre entre drame, morts successives, mafia, kidnapping et vols, la vérité prend plusieurs facettes…

## Distribution
- Engin Akyürek : Ömer Demir
- Tuba Büyüküstün : Elif Denizer
- Erkan Can (tr) : Tayyar Dündar
- Burak Tamdoğan (tr) : Hüseyin Demir
- Saygın Soysal (tr) : Fatih Dündar (Metin)
- Emre Kızılırmak (tr) : Levent İnanç
- Öykü Karayel : İpek
- Bestemsu Özdemir (tr) : Nilüfer Denizer
- Hazal Türesan (tr) : Aslı Denizer
- Güler Ökten (tr) : Elvan Demir
- Bedia Ener (tr) : Fatma Andaç
- İlkin Tüfekçi (tr) : Pelin Serter
- Ahmet Tansu Taşanlar (tr) : Arda Çakır
- Ali Yörenç : Mert Dündar
- Elif İnci (tr) : Melike Demir
- Işıl Yücesoy (tr) : Nedret
- Deniz Barut : Pınar
- Kerimhan Duman : Can
- Tuvana Türkay : Bahar Çınar
- Halima Nejj

## Diffusion
- atv (2014-2015)
- MBC 1
- GEM TV/RIVER HD
- TV Klan
- Ennahar Laki
- Maestro
- Mega Channel
- CBC TV
- Urdu 1
- RTV Pink
- Nova TV
- Tolo TV
- Mega (2015)[1]
- Red UNO (2015)[2]
- antv
- MundoMax (2015-2016)
- Caracol Televisión (2016
- (ACHQ AL ASWAD)
- : Novelas TV (2019)
- : Netflix (2020)

## Autres versions
Imperio de mentiras (2020-2021)